# Philodromus otjimbumbe
Philodromus otjimbumbe este o specie de păianjeni din genul Philodromus, familia Philodromidae, descrisă de Lawrence în anul 1927.
Este endemică în Namibia. Conform Catalogue of Life specia Philodromus otjimbumbe nu are subspecii cunoscute.